# Torymus azureus
Torymus azureus är en stekelart som beskrevs av Karl Henrik Boheman 1834. Torymus azureus ingår i släktet Torymus och familjen gallglanssteklar. Arten är reproducerande i Sverige. Inga underarter finns listade i Catalogue of Life.